# Erik Peter Billström
Erik Peter Billström (tidigare Olsson), född 11 mars 1819 i Indals socken, död 23 december 1881 i Sundsvall, var en svensk orgelbyggare, organist och kantor i Sundsvall. Han byggde på 1850-talet och 1860-talet orglar i Härnösands stift. Han utförde även reparationer på orgelverk.

## Biografi
Billström föddes 11 mars 1819 på Bjällsta i Indals socken och var son till bonden Olof Ersson och Märta Jonsdotter.
1842 flyttade Billström till Sundsvall och blev organist och kantor därstädes.Billström avled 23 december 1881 i Sundsvall av en gasexplosion och begravdes den 4 januari samma år.

## Orglar
| År        | Ursprunglig kyrka   | Stift      | Bild | Manualer | Pedal        | Stämmor | Bevarad orgel/fasad | Övrigt |
| --------- | ------------------- | ---------- | ---- | -------- | ------------ | ------- | ------------------- | --- |
| 1859      | Attmars kyrka       | Härnösands |      |          |              |         |                     | |
| 1862/1861 | Häggenås kyrka      | Härnösands |      | 1        | Bihängd      | 9       | Nej/Ja              | 1884 byggde Carl Olof Lindgren, Häggenås till ett öververk med 4 stämmor. En ny orgel byggdes 1937 av E. Lindegren, Göteborg. |
| 1862      | Indals kyrka        | Härnösands |      |          |              |         |                     | Ombyggnation. |
| 1862      | Lidens nya kyrka    | Härnösands |      |          |              | 15      | Nej/Ja              | En ny orgel byggdes 1921 av E A Setterquist & Son, Örebro.                                                                    |
| 1862      | Ströms kyrka        | Härnösands |      | 1        | Självständig | 10      | Nej/Ja              | 1926 byggdes en ny orgel av Furtwängler & Hammer, Hannover, Tyskland.                                                         |
| 1863/1864 | Aspås kyrka         | Härnösands |      | 1        | Självständig | 12      | Ja (Delvis)/Ja      | 1956 byggdes en ny orgel av Olof Hammarberg, Göteborg. 8 stämmor från 1864 års orgel finns bevarade i den nuvarande orgeln.   |
| 1864      | Indals-Lidens kyrka | Härnösands |      |          |              |         |                     | |
| 1865      | Sättna kyrka        | Härnösands |      | 1        | Bihängd      | 8       | Nej/Nej             | 1910 byggdes en ny orgel av A. Andersson, Sundsvall.                                                                          |

## Gesäller och medarbetare
- 1860–1862 - Nils Wilhelm Salin. Han var snickargesäll hos Billström.
- 1869 - Anders Strandberg. Han var gesäll hos Billström.
- 1869–1871 - Jöns Lindgren. Han var gesäll hos Billström.
- 1869–1873 - Jan Erik Hedmark. Han var gesäll hos Billström.
- 1870–1871 - Carl Gustaf Sundquist. Han var gesäll hos Billström.
- 1870–1871 - Per Erik Ekström. Han var gesäll hos Billström.
- 1871–1877 - Olof Martin Söderlund. Han var lärling hos Billström.
- 1872–1879 - Carl August Edlund. Han var gesäll hos Billström.
- 1873–1879 - Per Axel Sporrong. Han var lärling hos Billström.